# سینامیل الکل
سینامیل الکل (به انگلیسی: Cinnamyl alcohol) با فرمول شیمیایی C۹H۱۰O یک ترکیب شیمیایی است. که جرم مولی آن ۱۳۴٫۱۷ g/mol می‌باشد. 